# Mallinella gongi
Mallinella gongi là một loài nhện trong họ Zodariidae.
Loài này thuộc chi Mallinella. Mallinella gongi được Bao & Chang-Min Yin miêu tả năm 2002.